# Нешоба
Округ Нешоба (англ. Neshoba County) — округ штата Миссисипи, США. Население округа на 2000 год составляло 28 684 человека. Административный центр округа — город Филаделфия.

## История
Округ Нешоба основан в 1833 году.

## География
Округ занимает площадь 1476,3 км².

## Демография
Согласно переписи населения 2000 года, в округе Нешоба проживало 28 684 человека (данные Бюро переписи населения США). Плотность населения составляла 19,4 человек на квадратный километр.